# 外山正一
外山 正一（とやま まさかず、1848年10月23日〈嘉永元年9月27日〉 - 1900年〈明治33年〉3月8日）は、明治時代の日本の社会学者、教育者。文学博士。号は丶山（）。
東京帝国大学（現東京大学）文科大学長・総長、貴族院議員、文部大臣を歴任した。

## 経歴
父は家禄220俵の旗本で幕府講武所歩兵指南役の外山忠兵衛正義。江戸の小石川に生まれる。幼名は捨八。家族は武芸での功名を望んだが、正一は学問で頭角を表し、13歳で蕃書調所で英語を学び、1864年には16歳にして開成所教授方になるほど、若くしてその英才を謳われる。

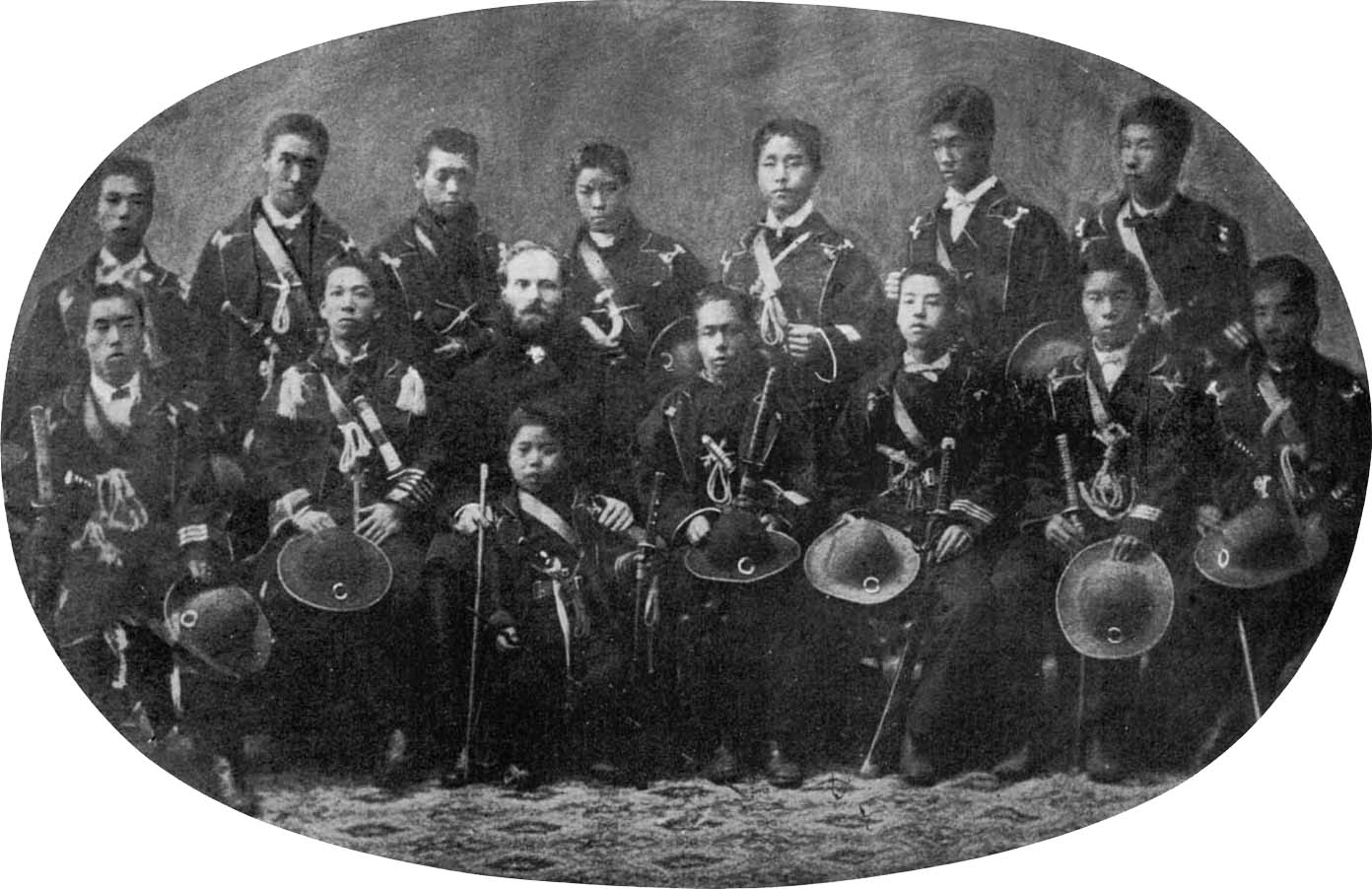
外山正一 慶応2年11月1日英国留学の為め出発の途中上海にて。時に19歳。後列向って右より外山捨八（正一）、林桃三郎（董）、福沢英之助、杉徳三郎、億川一郎、安井真八郎、岩佐源二。前列向って右より市川盛三郎、箕作奎吾、成瀬錠五郎、中村敬輔（正直）、レベレンド・ウィリヤム・ロイド、川路太郎（寛堂）、伊東昌之助（岡保義）。最前列箕作大六（菊池大麓）。

勝海舟の推挙により1866年（慶応2年）、中村正直らとともに幕府派遣留学生として渡英、イギリスの最新の文化制度を学ぶ。幕府の瓦解により1868年（明治元年6月）帰国。主家徳川氏の駿府移封に従い静岡学問所教授を務めていたが、抜群の語学力を新政府に認められ、1870年（明治3年）、外務省弁務少記に任ぜられ、森有礼少弁務使の秘書として、南北戦争後の復興期アメリカへ赴任した。1871年（明治4年）、現地において外務権大録になるも、1872年に辞職。奨学金を得てミシガン州アナーバー・ハイスクールを経て、1873年にミシガン大学に入学。哲学と理学を専攻し、1876年（明治9年）に帰国した。
帰国後は官立東京開成学校教授に就任。1877年（明治10年）、同校が東京大学（後の東京帝国大学）に改編されると日本人初の教授となった。ミシガン大学で進化論の公開講義を受けた縁で、エドワード・S・モースを東京大学に招聘した。幕末期から明治初期にかけて欧米で学んだ外山の新知識は当時の政府には重要であった。しかし彼の講義は徹頭徹尾スペンサーの輪読に終始した。これに対し学生たちより『スペンサーの番人』と揶揄された。
1882年（明治15年）、同僚の矢田部良吉、井上哲次郎とともに『新体詩抄』を発表。いずれも習作の域を出ないが、従来の和歌・俳句と異なる新時代の詩の形式を模索し、近代文学に多大な影響を及ぼした。
1887年（明治20年）、東京学士会院会員に任命され、1888年（明治21年）5月には学位令に基づき、小中村清矩、重野安繹、加藤弘之、島田重礼とともに日本初の文学博士となる。
1889年（明治22年）、元良勇次郎（元東大教授）、神田乃武（元東京高商教授）とともに、芝に正則予備校（現在の正則高等学校）を開設。
日本語のローマ字化推進のため「羅馬字会」を結成して漢字や仮名の廃止を唱え、九代目市川團十郎や依田学海らが実践していた演劇改良に参加、西洋列強と伍するためには教育の向上が必要であり、そのためには女子教育の充実と公立図書館の整備を訴えるなど、明治の教育文化活動において幅広く活躍した。また、1899年の読売新聞懸賞東洋歴史画題募集では、外山の「素戔嗚尊」が第一等とされた。
晩年は東京帝大文科大学長（現在の東大文学部長）を経て同総長・貴族院議員、第3次伊藤博文内閣の文部大臣などを歴任。
1900年（明治33年）3月8日、中耳炎からの脳症により死去、享年51。なお前日には日本で初めて、勅旨を以て東京帝国大学名誉教授の称号を授与された（改正帝国大学令第13条に依る）。墓所は谷中霊園。
著作活動も盛んで、『演劇改良私案』（1886）、『日本絵画の未来』（1890）、『日本知識道徳史』（1895）他多数の著書を残し、唱歌『皇国の守り』の作詞（作曲は伊沢修二）も手がけた。

## エピソード

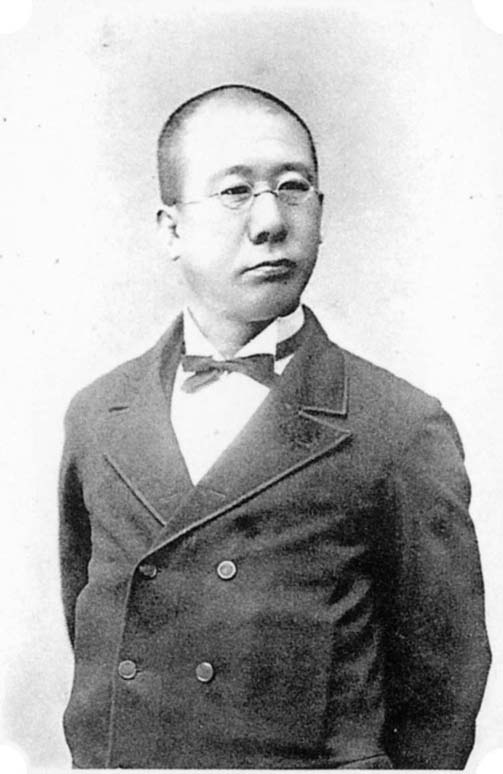
1898年撮影（51歳）

- エリート階級で、大学や政府の要職を務めた外山だが、生活は質素で、「あのくらいの位置にいるのに、内には下女一人に、老僕しか使わない」（勝海舟『氷川清話』）暮らしぶりで、谷中墓地の墓も小ぶりである。

- スタイリストであった外山は、山高帽に派手な色の外套という当時最新のファッションに身を包み「赤門天狗」と呼ばれていた。散髪のやり方次第で頭脳は発達すると考えて、どの店の散髪がよいか理髪店を絶えず替えていた。

- 大日本帝国憲法発布の記念式典に明治天皇に対して「万歳」を初めて唱えたのは外山正一であると言われている[10]。

- 1882年、『新体詩抄』に自作の詩「抜刀隊」を発表。西南戦争の官軍の斬りこみ部隊である抜刀隊の奮戦を扱った勇壮な詩である。のち、陸軍軍楽隊教官のフランス人シャルル・ルルーによって曲が作られ、爆発的にヒットした。

- 東大文科大学学長のときの1883年、ある新入生の面接を行った。外山が「君は何の為に勉強するのかね」と問うと、件の新入生は「我、太平洋の架け橋とならん」と答えた。この新入生が新渡戸稲造である。

- 英語、英文学教育の充実を考えた外山は、ギリシャ系アイルランド人のラフカデイオ・ハーンに強く働きかけ、東京帝国大学英文学講師に招聘した。ハーンはのちの小泉八雲である。

## 栄典
位階
- 1881年（明治14年）9月24日 - 正六位[11]
- 1882年（明治15年）7月20日 - 従五位[12]
- 1890年（明治23年）12月8日 - 従四位[13]
- 1896年（明治29年）1月17日 - 正四位[14]
- 1898年（明治31年）5月30日 - 正三位[15]
- 1900年（明治33年）3月7日 - 従二位[16]

勲章等
- 1892年（明治25年）6月29日 - 勲四等瑞宝章[17]
- 1896年（明治29年）6月30日 - 勲三等瑞宝章[18]
- 1900年（明治33年）3月7日 - 東京帝国大学名誉教授[9]、勲二等瑞宝章[16]

## 著作
- 『丶山存稿』前・後編、丸善、1909年3月
  - 『丶山存稿』前・後編、湘南堂書店、1983年12月

著書
- 『民権弁惑』外山正一、1880年3月
  - 吉野作造編輯代表『明治文化全集 第五巻 自由民権篇』日本評論社、1927年11月 ／ 明治文化研究会編『明治文化全集 第二巻 自由民権篇』日本評論新社、1955年1月 ／ 明治文化研究会編 『明治文化全集 第五巻 自由民権篇上巻』日本評論社、1992年7月、ISBN 4535042454
- 『新体詩抄 初編』矢田部良吉、井上哲次郎仝撰、井上哲次郎ほか、1882年8月
  - 『新体詩抄 初編』矢田部良吉、井上哲次郎仝撰、井上哲次郎ほか、1884年12月再版
  - 吉野作造編輯代表『明治文化全集 第十二巻 文学芸術篇』日本評論社、1928年10月 ／ 明治文化研究会編『明治文化全集 第二十巻 文学芸術篇』日本評論社、1967年11月 ／ 明治文化研究会編『明治文化全集 第十三巻 文学芸術篇』日本評論社、1992年10月、ISBN 4535042535
  - 山宮允編『日本現代詩大系 第1巻 創成期』河出書房、1950年9月 ／ 河出書房新社、1974年9月
  - 『新体詩抄 初編』矢田部良吉、井上哲次郎仝撰、世界文庫〈近代文芸資料復刻叢書〉、1961年4月
  - 長谷川泉著『私たちの日本古典文学 25 文明開化』さ・え・ら書房、1963年12月 ／ 長谷川泉著『日本の古典文学 20 文明開化』さ・え・ら書房、1975年5月、ISBN 4378016206
  - 『新体詩抄 初編』矢田部良吉、井上哲次郎仝撰、日本近代文学館〈特選 名著複刻全集近代文学館〉、1971年7月
  - 森亮ほか注釈『日本近代文学大系 52 明治大正訳詩集』 角川書店、1971年8月、ISBN 4045720529
  - 矢野峰人編『明治文学全集 60 明治詩人集1』筑摩書房、1972年12月、ISBN 4480103600
  - 『新体詩抄 初版・再版』人間文化研究機構国文学研究資料館〈リプリント日本近代文学〉、2009年3月、ISBN 9784256901618
- 『新体 漢字破』小柳津要人、1884年12月
  - 吉田澄夫、井之口有一共編『国字問題論集』冨山房、1950年
  - 国語教育研究会編『国語国字教育史料総覧』国語教育研究会、1969年1月
- 『演劇改良論私考』丸善商社書店、1886年9月
  - 前掲『明治文化全集 第十二巻 文学芸術篇』ほか
  - 土方定一編『明治文学全集 79 明治芸術・文学論集』筑摩書房、1975年2月、ISBN 4480103791
  - 近世文芸研究叢書刊行会編『演劇改良論集』クレス出版〈近世文芸研究叢書〉、1996年12月、ISBN 4877330267
  - 斉藤利彦ほか校注『新日本古典文学大系 明治編11 教科書啓蒙文集』岩波書店、2006年6月、ISBN 4002402118
- 『社会改良と耶蘇教との関係』丸善書店、1886年10月
- 『社会結合三大一統露西亜の大恩』哲学書院、1889年2月
- 『日本絵画ノ未来』外山正一、1890年5月
  - 前掲『明治文化全集 第十二巻 文学芸術篇』 ほか
  - 前掲『明治文学全集 79 明治芸術・文学論集』
  - 青木茂、酒井忠康校注『日本近代思想大系 17 美術』岩波書店、1989年6月、ISBN 400230017X
- 『忘れがたみ』外山正一、1891年7月
- 『新体詩歌集』中村秋香、上田万年、阪正臣共作、大日本図書、1895年9月
  - 『新体詩歌集』中村秋香ほか共著、人間文化研究機構国文学研究資料館〈リプリント日本近代文学〉、2009年3月、ISBN 9784256901632
- 『英語教授法 附正則文部省英語読本』大日本図書、1897年12月
- 『藩閥之将来 附教育之大計』博文館、1899年12月
  - 『藩閥之将来 附教育之大計』慶應義塾福沢研究センター〈近代日本研究資料〉、1994年3月
  - 『近代日本社会学史叢書 第14巻』龍溪書舎、2007年10月、ISBN 9784844755258
- 『教育制度論』冨山房、1900年1月

訳書
- 『学校管理法』ジョーセフ・ランドン原著、丸善商社書店、1885年9月第一部巻之上

編書
- The Monbusho conversational readers (正則 文部省英語読本). 文部省編輯局、1889年11月
  - 大村喜吉ほか編『英語教育史資料 第3巻 英語教科書の変遷』 東京法令出版、1980年4月 - 抄録

## 関連文献
- 「文学博士 外山正一 君」花房吉太郎・山本源太編『日本博士全伝』博文館、1892年、12‐14頁（国立国会図書館デジタルコレクション）
- 「従四位勲四等 貴族院議員文科大学長 文学博士外山正一」杉本勝二郎編纂 『国乃礎後編 下編』国乃礎編輯所、1895年4月
  - 杉本勝二郎編纂 『国乃礎後編 下編』霞会館、1991年10月
- 三上参次「外山正一先生小伝」（前掲 『丶山存稿 前編』）
  - 三上参次著『外山正一先生小伝』三上参次、1911年7月
  - 三上参次著『外山正一先生小伝』大空社〈伝記叢書〉、1987年9月
- 建部遯吾「教育家外山正一先生」（『教育』第1巻第9号、岩波書店、1933年12月）
- 「外山正一」（昭和女子大学近代文学研究室『近代文学研究叢書 第4巻』昭和女子大学光葉会、1956年9月）
- 柳生四郎「外山正一覚え書」1-3（昭和女子大学光葉会『学苑』第357号、1969年9月、NAID 40000437295 ／ 第368号、1970年8月、NAID 40000436530 ／ 第369号、1970年9月、NAID 40000436539）
- 柳生四郎「外山正一の日記」1-21（『UP』第50号-第73号、東京大学出版会、1976年12月-1978年11月）
- 東京大学百年史編集室編『外山正一史料目録』東京大学百年史編集室、1977年2月
- 秋山ひさ「外山正ーとミシガン大学」『神戸女学院大学論集』第29巻第1号、神戸女学院大学、1982年7月、NAID 110009040444, doi:10.18878/00000866, ISSN 03891658
  - 「外山正一とアメリカ」（秋山ひさ著 『明治期日本の異文化交流と社会学』大空社、1999年3月、ISBN 4283400033）
- 谷本宗生「外山正一」（伊藤隆・季武嘉也編『近現代日本人物史料情報辞 3』 吉川弘文館、2007年12月、ISBN 9784642014472）